# Ballady na koniec świata
Ballady na koniec świata – album studyjny grupy Siekiera, wydany 12 grudnia 2011 roku, nakładem wydawnictwa Manufaktura Legenda. Płyta opatrzona jest w dwudziestoośmiostronicową książeczką ze wszystkimi tekstami i mini biografią Siekiery pióra Roberta Jarosza.

„Wielu uważa, że Siekiera to ja. Dlaczego więc miałbym inną nazwą sygnować tę płytę?” – Adamski.

## Lista utworów
Źródło:.
| Nr | Tytuł utworu      | Długość |
| -- | ----------------- | ------- |
| 1. | „Na pewno”        | 5:15    |
| 2. | „Ludzie mówią”    | 4:31    |
| 3. | „Diabelski cień”  | 5:51    |
| 4. | „Przekwitło lato” | 6:51    |
| 5. | „A gdyby”         | 4:56    |
| 6. | „Konie Kuzmana”   | 4:30    |
| 7. | „Poza czasem”     | 5:45    |
| 8. | „Droga na szczyt” | 4:25    |
| 9. | „Po burzy”        | 1:59    |
|    |                   | 44:03   |

## Twórcy
Źródło:.
- Tomasz Adamski – śpiew, gitara, instrumenty klawiszowe, instrumenty perkusyjne

gościnnie
- Alicja Bil-Traciłowska – śpiew (3, 5)
- Mariusz Oleśkiewicz – flet, gitara klasyczna (6)
- Paweł Młynarczyk – flet, puzon (1)
- Tomasz Zwolski – duduk (9), flet (5)

Realizacja nagrania: Tomasz Adamski, Bartłomiej Kuryłowicz, Paweł Młynarczyk

Opracowanie i realizacja okładki: Tomasz Adamski, Bartłomiej Kuryłowicz, Sławek Pakos, konsultacja. Mirosław M. Makowski